# Bakonysárkány
Bakonysárkány é um município da Hungria, situado no condado de Komárom-Esztergom. Tem 14,12 km² de área e sua população em 2019 foi estimada em 956 habitantes.